# Слонівський Євген Григорович
Слонівський Євген Григорович (18 березня 1914 року, Харків) — український письменник, публіцист, громадський діяч, учений. Член Об'єднання українських письменників «Слово».

## З біографії
Народився 18 березня 1914 р. у м. Харкові. Закінчив технікум лісового господарства, потім біологічний факультет Харківського університету. Учителював у середніх школах Харкова (1936—1939). У роки війни виїхав до Німеччини, працював на фабриці, в фермера, в таборових гімназіях (1946—1949). Після війни емігрував до Канади (1949). Продовжив навчання в Альбертському (1962) й Оттавському (1964) університетах. Учителював (1960—1963), працював бібліотекарем в Університеті Корнел (США, 1965—1979). Друкувався у виданнях «Український голос», «Український Прометей», «Нові дні», «Наш вік», «Народна воля» та ін. Писав українською та англійською мовами.

## Творчість
Автор трилогії «На руїнах минулого» (1956—1990), праць «Історичне значення трьох видатних бібліотек», «History of Open Access to Library Collections in Soviet Union, 1714—1959» («Історія відкритого доступу до бібліотечних збірок у Радянському Союзі»), «Open Access to Soviet Book Collections» («Відкритий доступ до радянських книжкових збірок»).
- Слонівський Є. На руїнах минулого. Роман. — Буенос-Айрес: Перемога, 1956. — Т. 1. — 296 с.